# Boborás (kommunhuvudort)
Boborás är en kommunhuvudort i Spanien.   Den ligger i provinsen Provincia de Ourense och regionen Galicien, i den nordvästra delen av landet, 400 km nordväst om huvudstaden Madrid. Boborás ligger 429 meter över havet och antalet invånare är 3 154.
Terrängen runt Boborás är huvudsakligen kuperad, men österut är den platt. Terrängen runt Boborás sluttar söderut. Runt Boborás är det ganska glesbefolkat, med 48 invånare per kvadratkilometer. Närmaste större samhälle är O Carballiño, 5,4 km öster om Boborás. I omgivningarna runt Boborás växer i huvudsak blandskog.